# Хусино, Адриан
Адриа́н Джо́нни Хуси́но Серру́то (исп. Adrián Johnny Jusino Cerruto; родился 9 июля 1992 года, Спрингфилд, США) — боливийский футболист, защитник клуба «Стронгест» и сборной Боливии.

## Клубная карьера
Хусино родился в США, позже он вернулся в Боливию был воспитанником клубом «Боливар» и «Петролеро». В 2013 году Адриан выступал за футбольную команду Колледжа Ричленда в котором он учился. В том же году Хусино начал выступать за клуб «Унион Маэстранса». В 2015 году он покинул команду и выступал за «Вентура Каунти Фьюжн» и «Олвэйс Реди». 23 января 2018 года Хусино подписал контракт с «Талса Рафнекс». 18 марта в матче против «ОКС Энерджи» он дебютировал в Чемпионшипе USL. В начале 2019 года Хусино вернулся на родину в «Боливар». 27 января в матче против «Дестройерс» он дебютировал в чемпионате Боливии. 6 августа в поединке против «Дестройерс» Адриан забил свой первый гол за «Боливар». В том же году он помог команде выиграть чемпионат.

## Международная карьера
3 марта 2019 года в товарищеском матче против сборной Никарагуа Хусино дебютировал за сборную Боливии. В том же году Адриан попал в заявку на участие в Кубке Америки в Бразилии. На турнире он сыграл в матчах против сборных Бразилии, Венесуэлы и Перу.

## Достижения
Командные
 «Боливар»
- Победитель чемпионата Боливии — Апертура 2019